# Alexis Wright
Pour les articles homonymes, voir Wright.
Œuvres principales
- Carpentaria

Alexis Wright, née le 25 novembre 1950 à Cloncurry au Queensland, est une écrivaine australienne aborigène.

## Biographie
Elle est une militante d'origine wanyi, une peuplade aborigène des hautes terres au sud du golfe de Carpentarie. Le père de Wright, un éleveur blanc, est mort quand elle avait cinq ans. La petite Alexis grandit dans le Queensland avec sa mère et grand-mère. Son premier roman, Les Plaines de l'espoir (Plains of Promise), publié en 1997, reçoit un accueil critique chaleureux et est plusieurs fois réimprimé.
Elle a également publié en 1997 un ouvrage sur l'introduction des restrictions d'alcool à Tennant Creek et, en 1998, une anthologie sur l'histoire du mouvement des droits fonciers.
Son roman Carpentaria, qui lui prend deux ans pour le concevoir et plus de six pour l'écrire, est rejeté par tous les grands éditeurs d'Australie avant de paraître chez l'éditeur indépendant Giramondo en 2006. Le roman remporte le prix Miles Franklin en juin 2007 , le prix Fiction Book 2007 des Prix littéraires du Queensland, la médaille d'or de la SLA 2007 et le Prix Palmer 2007 Vance pour la fiction.
En 2007, contre l'interventionnisme du gouvernement de John Howard, l'auteur livre un discours parrainé par le PEN International, dans lequel elle souligne l'éthique de la peur nationale en Australie. Elle est alors dépeinte dans les médias nationaux comme un symbole des sentiments des peuples autochtones opposés à l'intervention de l'État australien.

## Œuvre

### Romans
- Les Plaines de l’espoir, Actes Sud, coll. « Antipodes », 1999 ((en) Plains of Promise, 1997), trad. Sabine Porte, 335 p.  (ISBN 2-7427-2489-3)
- Carpentarie, Actes Sud, coll. « Antipodes », 2009 ((en) Carpentaria, 2006), trad. Pierre Furlan, 507 p.  (ISBN 978-2-7427-8487-5)
- Le Livre du cygne, Actes Sud, coll. « Antipodes », 2016 ((en) The Swan Book, 2013), trad. Joachim Zemmour, 368 p.  (ISBN 978-2-330-06068-8)

### Recueils de nouvelles
- Le Pacte du serpent arc-en-ciel, Actes Sud, coll. « Antipodes », 2002 ((en) The Serpent’s Covenant, 2002), trad. Sylvie Kandé et Marc de Gouvenain, 126 p.  (ISBN 2-7427-4095-3)

### Autres publications
- (en) Grog War, 1997
- Croire en l’incroyable, Actes Sud, coll. « Le Souffle de l'esprit », 2000 ((en) Believing the Unbelievable, 2000), trad. Sabine Porte, 44 p.  (ISBN 2-7427-3120-2)